# Linke Kommunisten
Die Linken Kommunisten waren eine Gruppe von aus der KPD ausgeschlossenen Abgeordneten des Reichstages und des Preußischen Landtages im Zeitraum von 1926 bis 1928.
Die Linken Kommunisten im Reichstag waren keine einheitlich handelnde politische Gruppe, sondern lediglich ein „technischer“ Zusammenschluss zur Erreichung von Gruppen- bzw. Fraktionsrechten von insgesamt 15, im Zeitraum von Januar 1926 bis Februar 1928 aus der KPD ausgeschlossenen Politikern. Hierbei handelte es sich sowohl um ehemalige Angehörige des „linken“ Flügels der KPD wie Ruth Fischer, Hugo Urbahns oder Werner Scholem wie auch um „ultralinke“ Abgeordnete wie Iwan Katz, Karl Korsch, Ernst Schwarz oder Heinrich Schlagewerth und den zeitweise der Gruppe angehörigen Einzelgänger Karl Tiedt. In für Kommunisten wichtigen prinzipiellen Fragen wie der Einheitsfrontpolitik, der Haltung zur Sowjetunion oder zu den ADGB-Gewerkschaften bestand keine Einigkeit.
Auch im Preußischen Landtag bestand 1927–28 eine bis zu acht Abgeordnete zählende Gruppe Linker Kommunisten, welche dort von Anton Grylewicz geführt wurde.
1928 beteiligten sich einige Mitglieder der Linken Kommunisten wie Fischer, Urbahns und Otto Weber an der Gründung des Leninbundes, andere engagierten sich in rätekommunistischen Gruppen oder zogen sich nach dem Verlust des Mandats anlässlich der Neuwahlen im Mai 1928 aus der Politik zurück.